# Louk Sorensen
Louk Sorensen (ur. 7 stycznia 1985 roku w Schwäbisch Hall) – irlandzki tenisista, reprezentant w Pucharze Davisa.

## Kariera tenisowa
Zawodowym tenisistą Sorensen był w latach 2003–2015.
W grze pojedynczej wygrał 1 turniej rangi ATP Challenger Tour.
W latach 2005–2009 reprezentował Irlandię w Pucharze Davisa. Rozegrał dla zespołu 12 meczów singlowych, z których 10 wygrał.
Najwyżej w rankingu ATP singlistów zajmował 175. miejsce (19 września 2014), a rankingu deblistów 552. pozycję (12 grudnia 2005).

### Zwycięstwa w turniejach ATP Challenger Tour w grze pojedynczej
| Końcowy wynik | Nr | Data         | Turniej   | Nawierzchnia    | Przeciwnik     | Wynik finału     |
| ------------- | -- | ------------ | --------- | --------------- | -------------- | ---------------- |
| Zwycięzca     | 1. | 2 marca 2008 | Wolfsburg | Dywanowa (hala) | Farrux Doʻstov | 7:6(7), 4:6, 6:4 |